# 原屋一雄
原屋 一雄（はらや かずお、1947年9月30日 - ）は、日本の経営者。筑波大学大学院非常勤講師、国際銀行協会理事等を歴任。

## 来歴
島根県益田市（旧:美濃郡美都町）出身。島根県立益田工業高等学校卒業後、三栄化学工業株式会社（現:三栄源エフ・エフ・アイ株式会社）入社。3年間の在阪勤務の後、明治学院大学法学部に入学・卒業。
シンガポール開発銀行をスタートに、米国バンカース・トラスト銀行（Bankers Trust）、ゴールドマン・サックス証券等で外国為替、マネーマーケット、債券取引業務に携わる。
1997年、クレディ・スイス・ファースト・ボストン銀行（現:クレディ・スイス銀行）東京支店長に就任。銀行経営に参画。
2000年、株式会社ハラヤ・ファイナンシャル・アドバイザーズ設立、代表取締役に就任。
トレイダーズ証券株式会社（現:トレイダーズホールディングス株式会社）グループ再建に携わり、トレイダーズ投資顧問株式会社代表取締役社長、トレイダーズ証券株式会社代表取締役社長などを歴任。在職中にトレイダーズ証券が東証マザーズに上場。
2008年、株式会社ハラヤ・ファイナンシャル・アドバイザーズに復帰。